# Les Enfants terribles (film)
Pour les articles homonymes, voir Les Enfants terribles.
Ne doit pas être confondu avec L'Enfant terrible.
Pour plus de détails, voir Fiche technique et Distribution.
Les Enfants terribles est un film français, adapté par Jean Cocteau d'après son roman, et réalisé par Jean-Pierre Melville, sorti en 1950.

## Synopsis
Après la mort de leur mère, Élisabeth (Nicole Stéphane) et Paul (Édouard Dermit), frère et sœur orphelins livrés à eux-mêmes et liés par une affection exclusive, vivent ensemble dans leur grand appartement parisien. Ils se sont construit un univers chimérique régi par de sibyllins symboles. Leur chambre est un véritable sanctuaire où trône un « trésor » chargé d'une signification également connue d'eux seuls. Élisabeth rencontre Michaël et l'épouse, mais, le lendemain, il meurt lors d'un accident sans que leur mariage ait été consommé. Elle hérite de la fortune de Michaël, dont un vaste hôtel particulier où Paul vient la rejoindre avec leur fameux trésor. Gérard, un camarade de Paul et son amie Agathe, qui ressemble étrangement à Dargelos (un collégien que Paul idolâtre), viennent bientôt habiter avec eux. Mais lorsqu'Élisabeth comprend que l'amour naît entre son frère et Agathe, telle une divinité grecque, une sorte de Parque, elle tisse une toile machiavélique afin que son frère ne puisse lui échapper. Comme dans toutes les tragédies antiques, l'issue ne pourra qu’être fatale.

## Fiche technique
- Titre original : Les Enfants terribles
- Réalisation : Jean-Pierre Melville
- Scénario : Jean Cocteau et Jean-Pierre Melville
- Adaptation : Jean Cocteau d'après son roman Les Enfants terribles (Éditions Grasset, 1929)
- Dialogues : Jean Cocteau
- Assistants-réalisation : Claude Pinoteau, Serge Bourguignon, Jacques Guymont et Michel Drach
- Décors : Émile Mathys et Jean-Pierre Melville
- Costumes : Christian Dior, pour certains costumes de Nicole Stéphane[1]
- Maquillages : Hagop Arakelian
- Photographie : Henri Decaë
- Cadrage : J. Thibaudier
- Son : Jacques Gallois, Jacques Carrère
- Assistants son : Dagonneau et Durand
- Montage : Monique Bonnot, assistée de C. Charbonneau et Claude Durand
- Musique : Johann Sebastian Bach, Giuseppe Torelli et Antonio Vivaldi
- Direction musicale : Paul Bonneau
- Directeurs de production : Jean-Pierre Melville et Jacques Braley
- Société de production : Melville Productions (France)
- Sociétés de distribution : Gaumont (France), Théâtre du Temple (France)
- Pays d'origine :  France
- Langue : français
- Format : 35 mm — noir et blanc — 1.37:1 — son monophonique
- Genre : drame
- Durée : 109 minutes
- Date de sortie : France 29 mars 1950
- (fr) Classifications CNC : tous publics, Art et Essai (visa d'exploitation no 9473 délivré le 24 mars 1950)

## Distribution
- Jean Cocteau : le narrateur (voix) / un voyageur dans le wagon-restaurant (figuration)
- Nicole Stéphane[2] : Élisabeth
- Édouard Dermit (crédité Édouard Dermithe) : Paul
- Jacques Bernard : Gérard
- Renée Cosima : Agathe / Dargelos
- Adeline Aucoc : Mariette
- Maurice Revel : le docteur
- Maria Cyliakus : la mère
- Roger Gaillard : l'oncle de Gérard
- Melvyn Martin : Michaël
- Jean-Marie Robain : le proviseur
- Annabel Buffet (créditée Annabel) : le mannequin
- Émile Mathys : le censeur
- Étienne Aubray
- Rachel Devirys
- Hélène Rémy
- Pierre Bénichou : un enfant au lycée (figuration, scène coupée au montage)[3]

## Tournage
- Période de prises de vue : 21 novembre 1949 à janvier 1950.
- Intérieurs : studios Jenner, Paris (13e arr.) et théâtre Pigalle, Paris (9e arr.).
- Extérieurs : Paris, Ermenonville (Oise), Montmorency (Val-d'Oise).

## Autour du film
C'est au cours de ce film que Cocteau fit la connaissance de Francine Weisweiller par l'intermédiaire de l'actrice Nicole Stéphane (de son vrai Nicole de Rothschild), cousine d'Alec Weisweiller, le père de Francine. Nicole Stéphane, habitant dans le même hôtel particulier, 4 Place des États-Unis à Paris, que la famille Weisweiller, invita Francine à venir sur le tournage du film. Cette dernière donna l'autorisation à Melville de tourner certaines scènes dans son hôtel parisien et proposa à Cocteau, épuisé par le tournage du film, à venir se reposer quelques jours dans sa maison de Saint-Jean-Cap-Ferrat, la Villa Santo Sospir. Cocteau y resta plus de six mois et couvrit les murs de la villa de fresques en remerciements de l'hébergement.      

## Vidéographie
2004 : Les Enfants terribles de Jean-Pierre Melville – Coffret 2 DVD Zone 2 – Éditions GCTHV – INA.certaines scènes du film